# ITF Women’s Circuit 2016 (Oktober–Dezember)
In den folgenden Tabellen werden die Tennisturniere des vierten Quartals des ITF Women’s Circuit 2016 dargestellt.

## Turnierplan
| Kategorien |
| ---------- |
| $100.000   |
| $75.000    |
| $50.000    |
| $25.000    |
| $10.000    |

### Oktober
| Datum 1 | Turnierort                                                    | Siegerin Einzel                                   | Siegerinnen Doppel                                          |
| ------- | ------------------------------------------------------------- | ------------------------------------------------- | ----------------------------------------------------------- |
| 03.10.  | Toowoomba                                                     | Dalma Gálfi                                       | Dalma Gálfi Viktória Kužmová                                |
| 03.10.  | Pula (Sardinien)                                              | Martina Trevisan                                  | Jil Belen Teichmann Tamara Zidanšek                         |
| 03.10.  | Redding (Kalifornien)                                         | Françoise Abanda                                  | Ema Burgić Bucko Sabrina Santamaria                         |
| 03.10.  | Sosopol                                                       | Oana Gavrilă                                      | Oana Gavrilă Andreea Roșca                                  |
| 03.10.  | Bol                                                           | Gabriela Pantůčková                               | Tena Lukas Iva Primorac                                     |
| 03.10.  | Scharm El-Scheich                                             | Dea Herdželaš                                     | Jacqueline Cabaj Awad Jaqueline Cristian                    |
| 03.10.  | Tarakan                                                       | Kaitlyn Christian                                 | Beatrice Gumulya Jessy Rompies                              |
| 03.10.  | Ramat haScharon                                               | Marta Paigina                                     | Shelly Krolitzky Maya Tahan                                 |
| 03.10.  | Schymkent                                                     | Kamila Kerimbajewa                                | Kamila Kerimbajewa Jana Sisikowa                            |
| 03.10.  | Mexiko-Stadt                                                  | Emina Bektas                                      | Emina Bektas Jessica Wacnik                                 |
| 03.10.  | Chișinău                                                      | Ilona Georgiana Ghioroaie                         | Veronika Kapshay Anhelina Schachrajtschuk                   |
| 03.10.  | Porto                                                         | Nina Stadler                                      | Hsieh Shu-ying Hsieh Su-wei                                 |
| 03.10.  | Telde                                                         | Giulia Gatto-Monticone                            | Lucía de la Puerta Uribe Guiomar Maristany Zuleta de Reales |
| 03.10.  | Hua Hin                                                       | Guo Hanyu                                         | Cho I-hsuan Zhang Yukun                                     |
| 03.10.  | Hammamet                                                      | Katharina Hobgarski                               | Alice Bacquié Pia König                                     |
| 03.10.  | Hilton Head Island                                            | Das Turnier fiel wegen des Hurrikans Matthew aus. | Das Turnier fiel wegen des Hurrikans Matthew aus.           |
| 10.10.  | Cairns                                                        | Olivia Rogowska                                   | Alison Bai Lizette Cabrera                                  |
| 10.10.  | Équeurdreville                                                | Arantxa Rus                                       | Cornelia Lister Polina Monowa                               |
| 10.10.  | Pula (Sardinien)                                              | Tereza Mrdeža                                     | Camilla Rosatello Kathinka von Deichmann                    |
| 10.10.  | Makinohara                                                    | Xenija Lykina                                     | Xenija Lykina Riko Sawayanagi                               |
| 10.10.  | Lagos                                                         | Tadeja Majerič                                    | Chayenne Ewijk Rosalie van der Hoek                         |
| 10.10.  | Bol                                                           | Kaja Juvan                                        | Mariana Dražić Rebeka Stolmár                               |
| 10.10.  | Scharm El-Scheich                                             | Sarah-Rebecca Sekulic                             | Mariam Bolkwadse Alona Fomina                               |
| 10.10.  | Jakarta                                                       | Stefanie Tan                                      | Beatrice Gumulya Jessy Rompies                              |
| 10.10.  | Hua Hin                                                       | Li Yixuan                                         | Nudnida Luangnam Zhang Yukun                                |
| 10.10.  | Hammamet                                                      | Fernanda Brito                                    | Joséphine Boualem Marie Temin                               |
| 10.10.  | Antalya                                                       | Ayla Aksu                                         | Berfu Cengiz Ani Wangelowa                                  |
| 17.10.  | Scharm asch-Schaich Soho Square Egypt Women’s 2016            | Donna Vekić                                       | Irina Maria Bara Alona Fomina                               |
| 17.10.  | Saguenay (Stadt) Challenger Banque Nationale de Saguenay 2016 | Catherine Bellis                                  | Elena Bogdan Mihaela Buzărnescu                             |
| 17.10.  | Suzhou (Anhui) $50,000 Suzhou 2016                            | Chang Kai-chen                                    | Hiroko Kuwata Akiko Omae                                    |
| 17.10.  | Joué-lès-Tours Open Engie de Touraine 2016                    | Maryna Zanevska                                   | Ivana Jorović Lesley Kerkhove                               |
| 17.10.  | Hamamatsu                                                     | Shuko Aoyama                                      | Jana Fett Ayaka Okuno                                       |
| 17.10.  | Lagos                                                         | Conny Perrin                                      | Valentini Grammatikopoulou Prarthana Thombare               |
| 17.10.  | Bol                                                           | Gabriela Pantůčková                               | Lea Bošković Kaja Juvan                                     |
| 17.10.  | Ismaning                                                      | Anastasia Zarycká                                 | Julia Kimmelmann Franziska Kommer                           |
| 17.10.  | Pula (Sardinien)                                              | Vanda Lukács                                      | Federica Bilardo Tatiana Pieri                              |
| 17.10.  | Hua Hin                                                       | Bunyawi Thamchaiwat                               | Nudnida Luangnam Varunya Wongteanchai                       |
| 17.10.  | Hammamet                                                      | Chiraz Bechri                                     | Verena Hofer Sara Marcionni                                 |
| 17.10.  | Antalya                                                       | Ayla Aksu                                         | Ágnes Bukta Diana Enache                                    |
| 24.10.  | Poitiers Internationaux Féminins de la Vienne 2016            | Océane Dodin                                      | Nao Hibino Alicja Rosolska                                  |
| 24.10.  | Bendigo Bendigo Tennis International 2016                     | Risa Ozaki                                        | Asia Muhammad Arina Rodionova                               |
| 24.10.  | Liuzhou $50,000 Liuzhou 2016                                  | Nina Stojanović                                   | Weronika Kudermetowa Alexandra Pospelowa                    |
| 24.10.  | Tampico Abierto Tampico 2016                                  | Sofja Schuk                                       | Mihaela Buzărnescu Elise Mertens                            |
| 24.10.  | Macon (Georgia) The Tennis Classic of Macon 2016              | Kayla Day                                         | Michaëlla Krajicek Taylor Townsend                          |
| 24.10.  | Pereira (Kolumbien)                                           | María Fernanda Herazo                             | Fernanda Brito Camila Giangreco Campiz                      |
| 24.10.  | Scharm El-Scheich                                             | Pemra Özgen                                       | Melanie Klaffner Ana Bianca Mihăilă                         |
| 24.10.  | Iraklio                                                       | Walerija Sawinych                                 | Nina Kruijer Suzan Lamens                                   |
| 24.10.  | Pune                                                          | Sowjanya Bavisetti                                | Sharrmadaa Baluu Dhruthi Tatachar Venugopal                 |
| 24.10.  | Pula (Sardinien)                                              | Vanda Lukács                                      | Ylena In-Albon Giorgia Marchetti                            |
| 24.10.  | Stockholm                                                     | Iga Świątek                                       | Laura-Ioana Andrei Anna Klasen                              |
| 24.10.  | Hammamet                                                      | Oleksandra Korashvili                             | Tamara Čurović Barbara Kötelesová                           |
| 24.10.  | Antalya                                                       | Ágnes Bukta                                       | Tayisiya Morderger Yana Morderger                           |
| 24.10.  | Loughborough                                                  | Elixane Lechemia                                  | Dasha Ivanova Petra Krejsová                                |
| 31.10.  | Canberra Canberra Tennis International 2016                   | Risa Ozaki                                        | Jessica Moore Storm Sanders                                 |
| 31.10.  | Toronto Tevlin Challenger 2016                                | Catherine Bellis                                  | Gabriela Dabrowski Michaëlla Krajicek                       |
| 31.10.  | Scottsdale Copperwynd Pro Women’s Challenge 2016              | Beatriz Haddad Maia                               | Ingrid Neel Taylor Townsend                                 |
| 31.10.  | Chenzhou                                                      | Dalma Gálfi                                       | Jacqueline Cako Aleksandrina Najdenowa                      |
| 31.10.  | Cúcuta                                                        | Fernanda Brito                                    | Bárbara Gatica Daniela Macarena López                       |
| 31.10.  | Scharm El-Scheich                                             | Melanie Klaffner                                  | Bianka Békefi Szabina Szlavikovics                          |
| 31.10.  | Iraklio                                                       | Ioana Diana Pietroiu                              | Nina Kruijer Suzan Lamens                                   |
| 31.10.  | Pula (Sardinien)                                              | Vanda Lukács                                      | Ylena In-Albon Giorgia Marchetti                            |
| 31.10.  | Casablanca                                                    | Georgina García Pérez                             | Daiana Negreanu Oana Georgeta Simion                        |
| 31.10.  | Oslo                                                          | Jacqueline Cabaj Awad                             | Chayenne Ewijk Rosalie van der Hoek                         |
| 31.10.  | Stellenbosch                                                  | Chanel Simmonds                                   | Kaitlyn Christian Chanel Simmonds                           |
| 31.10.  | Stockholm                                                     | Isabella Schinikowa                               | Cornelia Lister Anastassija Schoschyna                      |
| 31.10.  | Hammamet                                                      | Jil Belen Teichmann                               | Guadalupe Pérez Rojas Jil Belen Teichmann                   |
| 31.10.  | Antalya                                                       | Ayla Aksu                                         | Ayla Aksu Melis Sezer                                       |
| 31.10.  | Sheffield                                                     | Petra Krejsová                                    | Sarah Beth Grey Olivia Nicholls                             |

### November
| Datum 1 | Turnierort                                              | Siegerin Einzel          | Siegerinnen Doppel                         |
| ------- | ------------------------------------------------------- | ------------------------ | ------------------------------------------ |
| 07.11.  | Tokio Ando Securities Open Tokyo 2016                   | Zhang Shuai              | Rika Fujiwara Yūki Naitō                   |
| 07.11.  | Waco $50,000 Waco Showdown 2016                         | Beatriz Haddad Maia      | Michaëlla Krajicek Taylor Townsend         |
| 07.11.  | Minsk                                                   | Anastassija Frolowa      | Anna Kalinskaja Nika Schytkouskaja         |
| 07.11.  | Pune                                                    | Irina Chromatschowa      | Irina Chromatschowa Aleksandrina Najdenowa |
| 07.11.  | Bratislava                                              | Andreea Mitu             | Jocelyn Rae Anna Smith                     |
| 07.11.  | Scharm El-Scheich                                       | Julia Wachaczyk          | Julia Terziyska Julia Wachaczyk            |
| 07.11.  | Iraklio                                                 | Raluca Georgiana Șerban  | Michaela Boev Andrea Ka                    |
| 07.11.  | Solarino                                                | Dalila Spiteri           | Mathilde Armitano Elixane Lechemia         |
| 07.11.  | Casablanca                                              | Oana Georgeta Simion     | Daiana Negreanu Oana Georgeta Simion       |
| 07.11.  | Stellenbosch                                            | Chanel Simmonds          | Ilze Hattingh Madrie Le Roux               |
| 07.11.  | Vinaròs                                                 | Andrea Gámiz             | Oleksandra Korashvili Ioana Loredana Roșca |
| 07.11.  | Hammamet                                                | Katharina Hobgarski      | Diana Enache Ilona Georgiana Ghioroaie     |
| 07.11.  | Antalya                                                 | Tayisiya Morderger       | Diana Chodan Marija Korytzewa              |
| 07.11.  | Shrewsbury                                              | Petra Krejsová           | Sarah Beth Grey Olivia Nicholls            |
| 14.11.  | Shenzhen $100,000 Shenzhen 2016                         | Peng Shuai               | Nina Stojanović You Xiaodi                 |
| 14.11.  | Toyota (Aichi) Dunlop Srixon World Challenge 2016/Damen | Aryna Sabalenka          | Xenija Lykina Akiko Omae                   |
| 14.11.  | Sowade                                                  | Quirine Lemoine          | Justyna Jegiołka Diāna Marcinkēviča        |
| 14.11.  | Scharm El-Scheich                                       | Sarah-Rebecca Sekulic    | Barbara Bonić Julia Wachaczyk              |
| 14.11.  | Helsinki                                                | Karen Barritza           | Laura-Ioana Andrei Karen Barritza          |
| 14.11.  | Iraklio                                                 | Raluca Georgiana Șerban  | Manon Arcangioli Despina Papamichail       |
| 14.11.  | Solarino                                                | Ludmilla Samsonova       | Anna Remondina Dalila Spiteri              |
| 14.11.  | Rabat                                                   | Georgina García Pérez    | Cristina Adamescu Daiana Negreanu          |
| 14.11.  | Stellenbosch                                            | Julyette Steur           | Margarita Lasarewa Erika Vogelsang         |
| 14.11.  | Benicarló                                               | Jessika Ponchet          | Amanda Carreras Charlotte Römer            |
| 14.11.  | Hammamet                                                | Katharina Hobgarski      | Tamara Čurović Barbara Kötelesová          |
| 14.11.  | Antalya                                                 | Olga Danilović           | Berfu Cengiz Olga Danilović                |
| 21.11.  | Valencia                                                | Jasmine Paolini          | Lina Gjorcheska Galina Woskobojewa         |
| 21.11.  | Nashville                                               | Gabriela Dabrowski       | Catherine Harrison Madeleine Kobelt        |
| 21.11.  | Santiago de Chile                                       | Paula Cristina Gonçalves | Victoria Rodríguez Ana Sofía Sánchez       |
| 21.11.  | Scharm El-Scheich                                       | Sarah-Rebecca Sekulic    | Barbara Bonić Anhelina Schachrajtschuk     |
| 21.11.  | Iraklio                                                 | Marta Paigina            | Vlada Ekshibarova Raluca Georgiana Șerban  |
| 21.11.  | Solarino                                                | Alice Matteucci          | Elena Bogdan Justyna Jegiołka              |
| 21.11.  | Hua Hin                                                 | Natela Dsalamidse        | Jawairiah Noordin Jessy Rompies            |
| 21.11.  | Hammamet                                                | Katharina Hobgarski      | Tamara Čurović Déborah Kerfs               |
| 21.11.  | Antalya                                                 | Ágnes Bukta              | Dia Ewtimowa Melis Sezer                   |
| 28.11.  | Santiago de Chile                                       | Tamara Zidanšek          | Guadalupe Pérez Rojas Tamara Zidanšek      |
| 28.11.  | Kairo                                                   | Bojana Marinković        | Barbara Bonić Jelena Stojanovic            |
| 28.11.  | Ramat Gan                                               | Deniz Khazaniuk          | Vlada Ekshibarova Jekaterina Jaschina      |
| 28.11.  | Cordenons                                               | Laura-Ioana Andrei       | Laura-Ioana Andrei Anastasia Zarycká       |
| 28.11.  | Castellón                                               | Isabelle Wallace         | Laura Pigossi Jessika Ponchet              |
| 28.11.  | Hua Hin                                                 | Andrea Ka                | Nudnida Luangnam Varunya Wongteanchai      |
| 28.11.  | Hammamet                                                | Carolina Meligeni Alves  | Carolina Meligeni Alves Tamara Čurović     |
| 28.11.  | Antalya                                                 | Ágnes Bukta              | Ágnes Bukta Anastassija Schoschyna         |

### Dezember
| Datum 1 | Turnierort                             | Siegerin Einzel            | Siegerinnen Doppel                          |
| ------- | -------------------------------------- | -------------------------- | ------------------------------------------- |
| 05.12.  | La Paz                                 | Victoria Rodríguez         | Victoria Bosio Victoria Rodríguez           |
| 05.12.  | Dschibuti (Stadt)                      | Margarita Lasarewa         | Riya Bhatia Kassandra Davesne               |
| 05.12.  | Kairo                                  | Veronica Miroshnichenko    | Lee Pei-chi Inês Murta                      |
| 05.12.  | Solapur                                | Diāna Marcinkēviča         | Anastassija Gassanowa Swjatlana Piraschenka |
| 05.12.  | Ramat Gan                              | Marta Paigina              | Vlada Ekshibarova Jekaterina Jaschina       |
| 05.12.  | St. Ulrich in Gröden                   | Laura-Ioana Andrei         | Laura-Ioana Andrei Sarah-Rebecca Sekulic    |
| 05.12.  | Nules                                  | Olga Sáez Larra            | Charlotte Römer Olga Sáez Larra             |
| 05.12.  | Hammamet                               | Valentini Grammatikopoulou | Carolina Meligeni Alves Tamara Čurović      |
| 05.12.  | Antalya                                | Tayisiya Morderger         | Ema Burgić Bucko Ulrikke Eikeri             |
| 12.12.  | Dubai Al Habtoor Tennis Challenge 2016 | Hsieh Su-wei               | Mandy Minella Nina Stojanović               |
| 12.12.  | Pune                                   | Tamara Zidanšek            | Beatrice Gumulya Ana Veselinović            |
| 12.12.  | Santa Cruz de la Sierra                | Victoria Rodríguez         | Fernanda Brito Camila Giangreco Campiz      |
| 12.12.  | Dschibuti (Stadt)                      | Margarita Lasarewa         | Kassandra Davesne Kélia Le Bihan            |
| 12.12.  | Kairo                                  | Veronica Miroshnichenko    | Lisa-Marie Mätschke Diana Popescu           |
| 12.12.  | Casablanca                             | Cristina Ene               | Daiana Negreanu Jana Sisikowa               |
| 12.12.  | Hammamet                               | Carolina Meligeni Alves    | Tamara Čurović Jelena Simić                 |
| 12.12.  | Antalya                                | Kateryna Sliusar           | Ema Burgić Bucko Ulrikke Eikeri             |
| 19.12.  | Ankara TEB Ankara Cup 2016             | Ivana Jorović              | Anna Blinkowa Lidsija Marosawa              |
| 19.12.  | Navi Mumbai                            | Lu Jiajing                 | Choi Ji-hee Kim Na-ri                       |
| 19.12.  | Casablanca                             | Panna Udvardy              | Katharina Hering Olga Parres Azcoitia       |
| 26.12.  | Hongkong                               | Olga Doroschina            | Mai Minokoshi Park Sang-hee                 |
| 26.12.  | Rabat                                  | Joséphine Boualem          | Xenija Laskutowa Victoria Muntean           |